# Siegfried Stumpf
Siegfried Stumpf (* 21. Oktober 1950) ist ein ehemaliger deutscher Polizeibeamter. Von 2006 bis 2011 war er Polizeipräsident am Polizeipräsidium Stuttgart.

## Polizei-Laufbahn
Stumpf begann seine Laufbahn 1967 bei der Bereitschaftspolizei in Lahr. Er wechselte 1970 ans Polizeipräsidium Stuttgart und zwei Jahre später zur Bereitschaftspolizei in Göppingen. 1973 wurde er zur Landespolizeidirektion Stuttgart versetzt, wo er bis zum Polizeirat aufstieg. Von 1984 bis 1987 leitete er die Schutzpolizei in Tübingen und nach seiner erneuten Versetzung an die Landespolizeidirektion Stuttgart dort die Schutzpolizeiinspektion Süd. Nach seiner Ernennung zum Polizeioberrat 1991 wechselte er ans Innenministerium Baden-Württemberg ins Landespolizeipräsidium. 1993 zum Polizeidirektor ernannt, war er ab 1994 an der Landespolizeidirektion Tübingen Leiter Referat Einsatz und Stellvertreter des Leiters der Schutzpolizei. 1997 wieder bei der Landespolizeidirektion Stuttgart, war er zunächst Leiter der Schutzpolizei und wurde 1999 zum Leitenden Polizeidirektor ernannt. Im Februar 1999 ließ er das aus Protest gegen Abdullah Öcalans Verhaftung besetzte griechische Generalkonsulat in Stuttgart trotz Drohungen mit Selbstverbrennung räumen.
Im Jahr 2000 stieg er zum Leiter Polizeiliche Aufgaben auf und wechselte drei Jahre später als Leiter der Polizeidirektion nach Reutlingen. 2004 wurde er zum Innenministerium versetzt und zum Landeskriminaldirektor ernannt. Am 1. Mai 2006 wurde er als Nachfolger von Martin Schairer zum Polizeipräsidenten von Stuttgart ernannt und trug damit die Führungsverantwortung für rund 2.600 Mitarbeiter.

### Schwarzer Donnerstag
Überregional bekannt wurde er im Zuge der Proteste gegen Stuttgart 21, als die Räumung des Schlossgartens am 30. September 2010 um fünf Stunden vorgezogen wurde, um vermuteten Informationslecks in den Reihen der Polizei zu begegnen. Dabei wurde nicht berücksichtigt, dass zu diesem Zeitpunkt eine angemeldete Schülerdemonstration unterwegs war. Aufgrund der gewaltsamen Auseinandersetzungen bei diesem Polizeieinsatz ging dieser Tag als Schwarzer Donnerstag in die Geschichte der Protestbewegung ein. Wegen der zahlreichen Verletzten – der bekannteste unter ihnen der Ingenieur Dietrich Wagner, der durch einen Wasserwerferstrahl fast völlig erblindete – wurde gegen Stumpf Strafanzeige wegen Körperverletzung erstattet. Wenige Tage nach dem Einsatz sagte er, es täte ihm leid, „dass das so gelaufen ist“, verteidigte jedoch das Vorgehen gegenüber den Verletzten als „rechtmäßig“. Er bestritt eine Einmischung der Politik vor dem Einsatz und stellte den Einsatz als verhältnismäßig und gerechtfertigt dar; die Aufforderung des Ministerpräsidenten Mappus, „keine Verfestigung“ des Widerstands zuzulassen, sei schon seit Wochen die Linie „von Stadt, Land und Polizei“ gewesen. In der Folge forderten Grüne und SPD zuerst im Landtag und anschließend auch mit Stadtratsmehrheit seinen Rücktritt.

#### Ermittlungen und Strafbefehl
Im Zusammenhang mit dem Wasserwerfereinsatz nahm die Staatsanwaltschaft gegen Stumpf Ermittlungen auf, die im Dezember 2011 eingestellt wurden. Auf einem Video, einem Beweismittel in einem Prozess im Sommer 2014 gegen andere Polizisten, ist Stumpf nachmittags im Schlosspark zu sehen, wie er den Wasserwerfereinsatz wahrnimmt und nicht einschreitet. Deshalb nahm die Staatsanwaltschaft erneut Ermittlungen gegen ihn auf. Im März 2015 erhielt er wegen fahrlässiger Körperverletzung im Amt in vier Fällen einen Strafbefehl über 120 Tagessätze à 130 Euro. Wie die Stuttgarter Nachrichten die Aussage des Amtsgerichts Stuttgart wiedergeben, hätte Stumpf „mit einer Anweisung das rüde Vorgehen seiner Polizisten gegen Protestler im Schlossgarten beenden und womöglich schwere Verletzungen verhindern können.“ Stumpf akzeptierte den Strafbefehl, „nicht zuletzt, um damit seiner Familie und ihm weitere öffentliche Auseinandersetzungen über die Sinnhaftigkeit der Vorwürfe zu ersparen“, und gilt damit als vorbestraft.

### Ruhestand
Im Februar 2011 war Stumpf für das Amt des Präsidenten des Landeskriminalamtes Baden-Württemberg im Gespräch, wurde jedoch nicht ernannt. Im April 2011 bat er aus gesundheitlichen Gründen um Versetzung in den Ruhestand, diesem Gesuch wurde innerhalb weniger Tage entsprochen. Das Tempo dieses Verfahrens stieß auf Erstaunen und Gegner von Stuttgart 21 und Parkschützer kritisierten die Pensionierung bei vollen Bezügen als „Bauernopfer“, das von den anderen Verantwortlichen ablenken solle. Sein Nachfolger wurde Thomas Züfle.